# Villagarcía de la Torre
Villagarcía de la Torre es un municipio español, perteneciente a la provincia de Badajoz (comunidad autónoma de Extremadura).

## Situación
Integrado en la comarca de Campiña Sur, se sitúa a 109 kilómetros de la capital provincial. El término municipal está atravesado por la carretera  N-432 , entre los puntos kilométricos 102 y 109. El relieve del municipio es predominantemente llano, con abundantes dehesas y algunos arroyos. La altitud oscila entre los 702 metros (cerro Cardosas), al sureste, y los 500 metros al norte, a orillas del río de las Veguillas. El pueblo se alza a 590 metros sobre el nivel del mar. Limita con las localidades de Usagre, Valencia de las Torres, Higuera de Llerena, Llerena y Bienvenida. Es localidad de paso del Camino de la Frontera hacia Santiago de Compostela.
| Noroeste: Usagre     | Norte: Valencia de las Torres | Noreste: Higuera de Llerena |
| Oeste: Usagre        |                               | Este: Higuera de Llerena    |
| Suroeste: Bienvenida | Sur: Llerena                  | Sureste: Llerena            |

## Demografía
Villagarcía de la Torre cuenta con una población de 891 habitantes (INE 2024).
| Gráfica de evolución demográfica de Villagarcía de la Torre entre 1842 y 2021 |
| |
| Población de derecho según los censos de población del INE. Población de hecho según los censos de población del INE.En estos censos se denominaba Villagarcía: 1842, 1857, 1860, 1877, 1887, 1897, 1900 y 1910. |

Sus habitantes son conocidos como garceños, pero en su comarca reciben el apelativo de "brujos".

## Economía
La agricultura y ganadería son las principales actividades económicas. Dentro de la primera predomina el cultivo de cereales y olivo. En cuanto a la ganadería, actualmente el mayor número de cabezas es de ganado ovino, aunque en tiempos el cerdo fue de gran importancia.

## Historia

### Época prerromana
Antes de la llegada de los romanos, entre los siglos IX y V a. C., el sur de la provincia de Badajoz estaba dividido, según el tratado de Geografía de Estrabón del s. I a. C., en la Beturia Céltica (en la parte occidental, ocupada por pueblos celtas) y la Beturia Túrdula (en la oriental, ocupada por pueblos túrdulos). Ambas regiones estaban separadas por la cuenca del río Matachel, que formaría parte del territorio túrdulo. Los túrdulos eran un pueblo autóctono que no había sufrido influencias orientalizantes como los turdetanos del sur. Eran un pueblo próspero y culto, que escribía poemas y leyes en verso. Los celtas, sin embargo, eran pueblos de origen indoeuropeo que habían llegado hasta estas tierras instalándose, en principio, en las zonas más despobladas, gozando de un gran auge metalúrgico en tiempo de Tartessos. Hubo celtas, por ejemplo, en la cercana sierra de Aracena (Huelva).
El descubrimiento del timiaterio de Villagarcía (Siglos VII-VI a. C.) lleva a plantearse una ocupación anterior. Dicho timiaterio es un lampadario o quemaperfumes de bronce con tres estatuillas a modo de cariátides que pudo ser usado con fines religiosos o funerarios, perteneciendo al grupo arqueológico de los bronces tartésicos, del periodo orientalizante. Se han encontrado otros restos prerromanos en las alturas de San Pedro y el paraje de la Mezquita. Con los datos actuales, y debido a la cercanía de la ruta comercial de la Vía de la Plata, es difícil establecer si la zona era de influencia celta o túrdula.
Por los hallazgos de monedas y restos romanos es presumible la existencia en este lugar de una mansión romana sita en las cercanías de la calzada romana de la Vía de la Plata.

### Época árabe
La población ya existía en época árabe. El padre Fray Juan Mateo Reyes Ortiz de Tovar en su obra “Partidos triunfantes de la Beturia Túrdula” cita la ciudad de Vama. El emplazamiento de dicha ciudad se lo han disputado Villagarcía y Salvatierra de los Barros durante un tiempo, pero en la actualidad parece que la situación de esta antigua ciudad se decanta a favor de Salvatierra debido a la aparición de una inscripción funeraria.
El lugar de Villagarcía, en cualquier caso, estuvo a caballo de los reinos de taifas de Sevilla y Badajoz. Siendo dominada por los moros la conquistó Don Rodrigo Iñiguez, maestre de la Orden de Santiago sobre el año 1241.
y en 1367 era la mitad de la orden de Santiago y la otra mitad del Comendador Mayor de León Don García Fernández, quien la repobló de cristianos y le impuso el nombre de García.

### Reconquista
Alrededor del 1330 era señor de la población Don Gómez González de Quijada. En 1332 Alfonso XI dio el lugar de Villagarcía a Leonor de Guzmán.

### Conquista americana
Como las demás ciudades y villas extremeñas, Villagarcía de la Torre también contribuiría con sus hombres al proceso de la conquista americana. Según el Pbro. Vicente Navarro del Castillo, de esa villa extremeña saldrían 17 de sus habitantes para integrarse en el proceso conquistador. El más destacado de todos ellos sería Juan de la Torre y Díaz Chacón, que desde el principio se unió a Francisco Pizarro para la conquista, y colonización del territorio peruano.

### Guerra de la Independencia
El castillo de Villagarcía se había mantenido casi intacto hasta la Guerra de la Independencia (1808-1814), pero durante la misma fue parcialmente destruido, sirviendo de hospital de sangre a los franceses. Es preciso citar la cercana batalla de Cantalgallo el 10 de agosto de 1810, tras la cual la vecina localidad de Llerena es parcialmente destruida por las tropas francesas. Posteriormente, el castillo es arrasado por el general Pablo Morillo durante las guerras carlistas.

### SigloXIX
Mariano Téllez Girón y Beaufort Spontin (1814-1882), sería el XV duque del Infantado y a su vez XII duque de Osuna. Este personaje vivió una vida de lujo sin medida. Para pagar sus fiestas y gastos llegó a sacar en subasta parte de sus bienes, logrando en 38 años arruinar la fortuna más importante de España. Cuando murió sus acreedores cayeron sobre sus bienes, por lo que en el siglo XIX, la mayoría de las posesiones de los duques de Osuna fueron hipotecadas y enajenadas. En esta época perdieron casi todas sus posesiones en Villagarcía.
A la caída del Antiguo Régimen la localidad se constituye en municipio constitucional en la región de Extremadura. Desde 1834 quedó integrado en el partido judicial de Llerena. En el censo de 1842 contaba con 478 hogares y 1622 vecinos.

### SigloXX
Hasta la reforma de la nomenclatura municipal de 1916 el municipio se llamaba simplemente Villagarcía. En dicha fecha su nombre fue modificado por el de Villagarcía de la Torre.

## Turismo

### Monumentos y lugares de interés

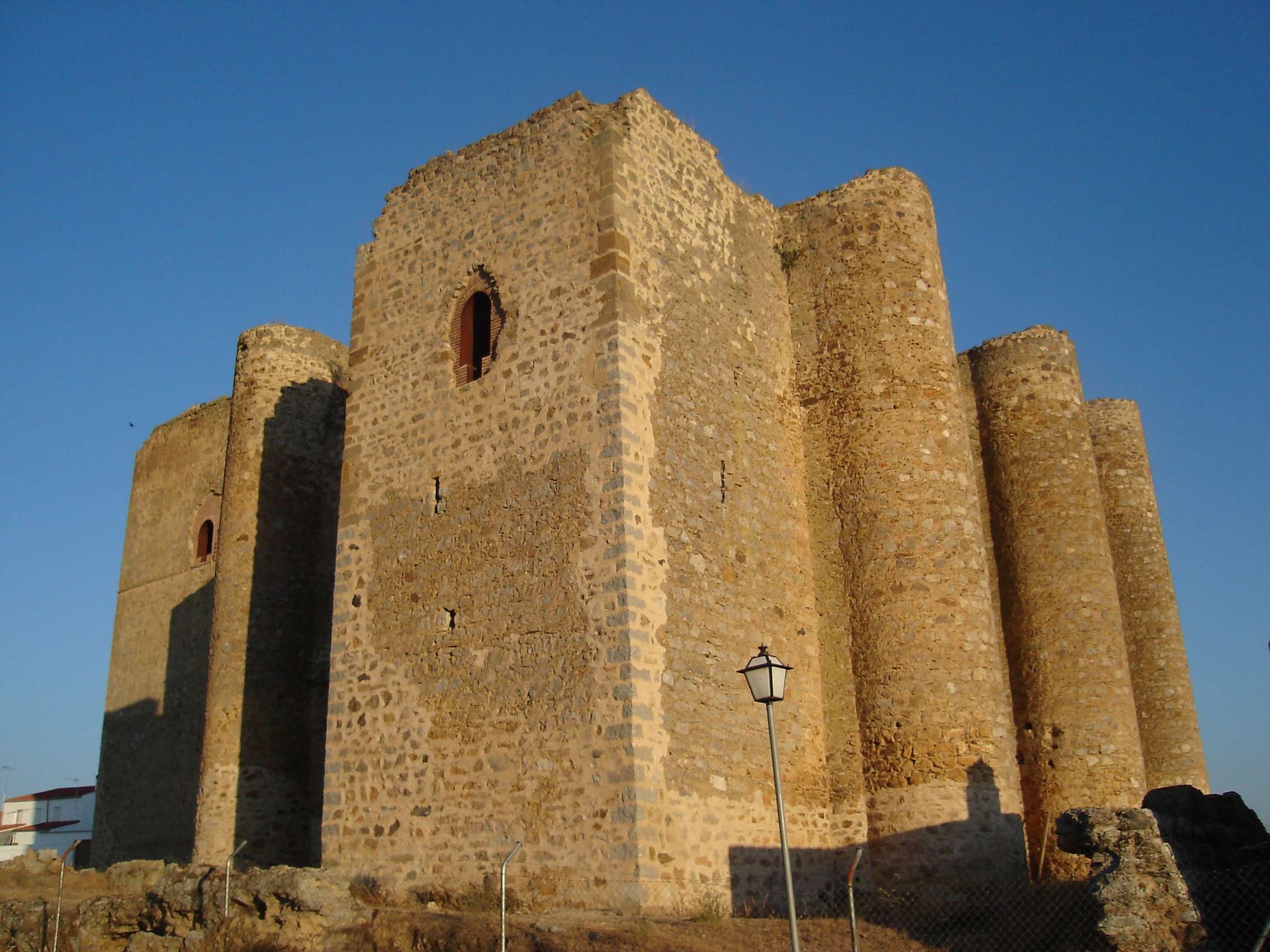
Castillo de Villagarcía.

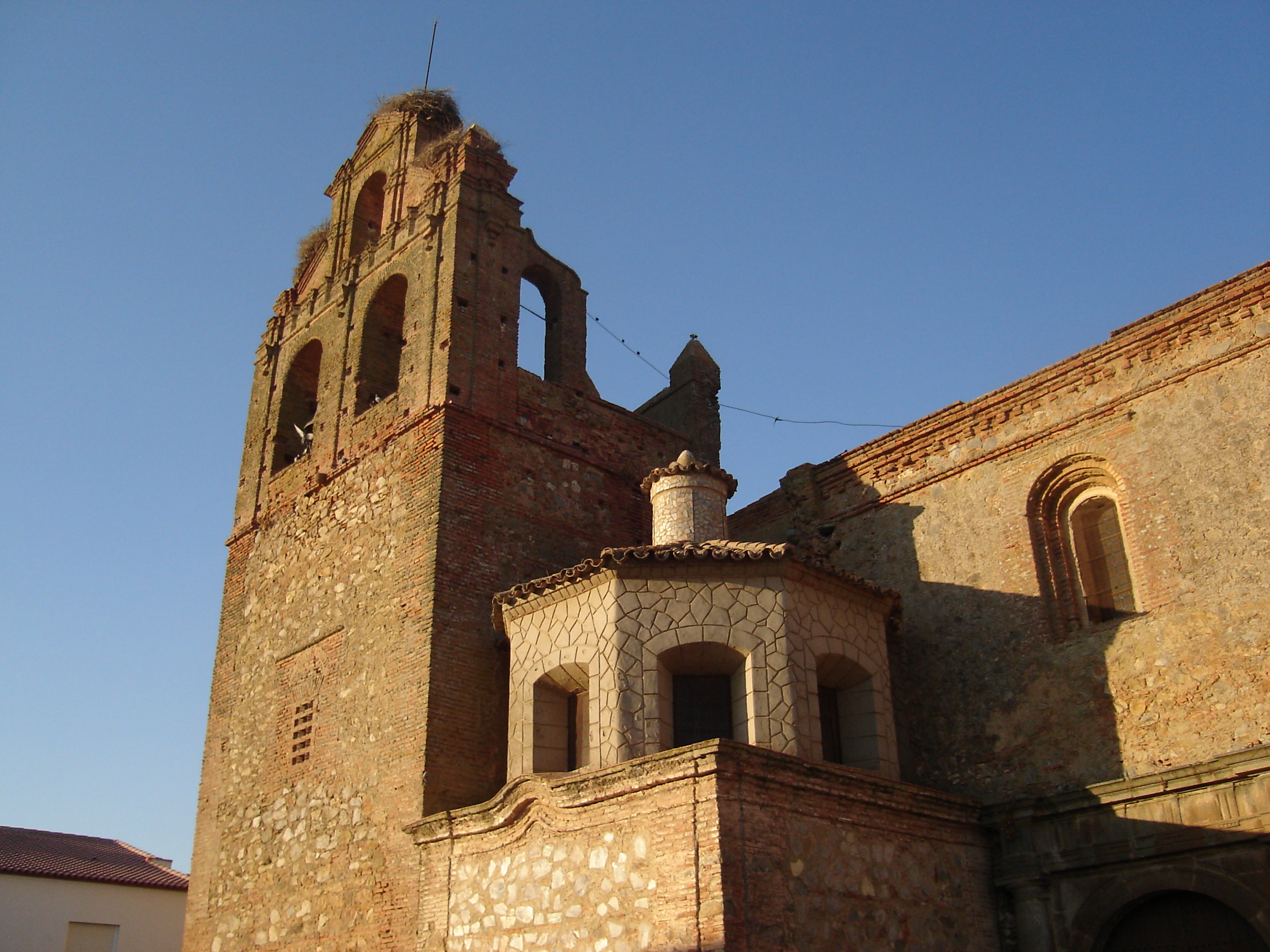
Iglesia de Nuestra Señora de Araceli.

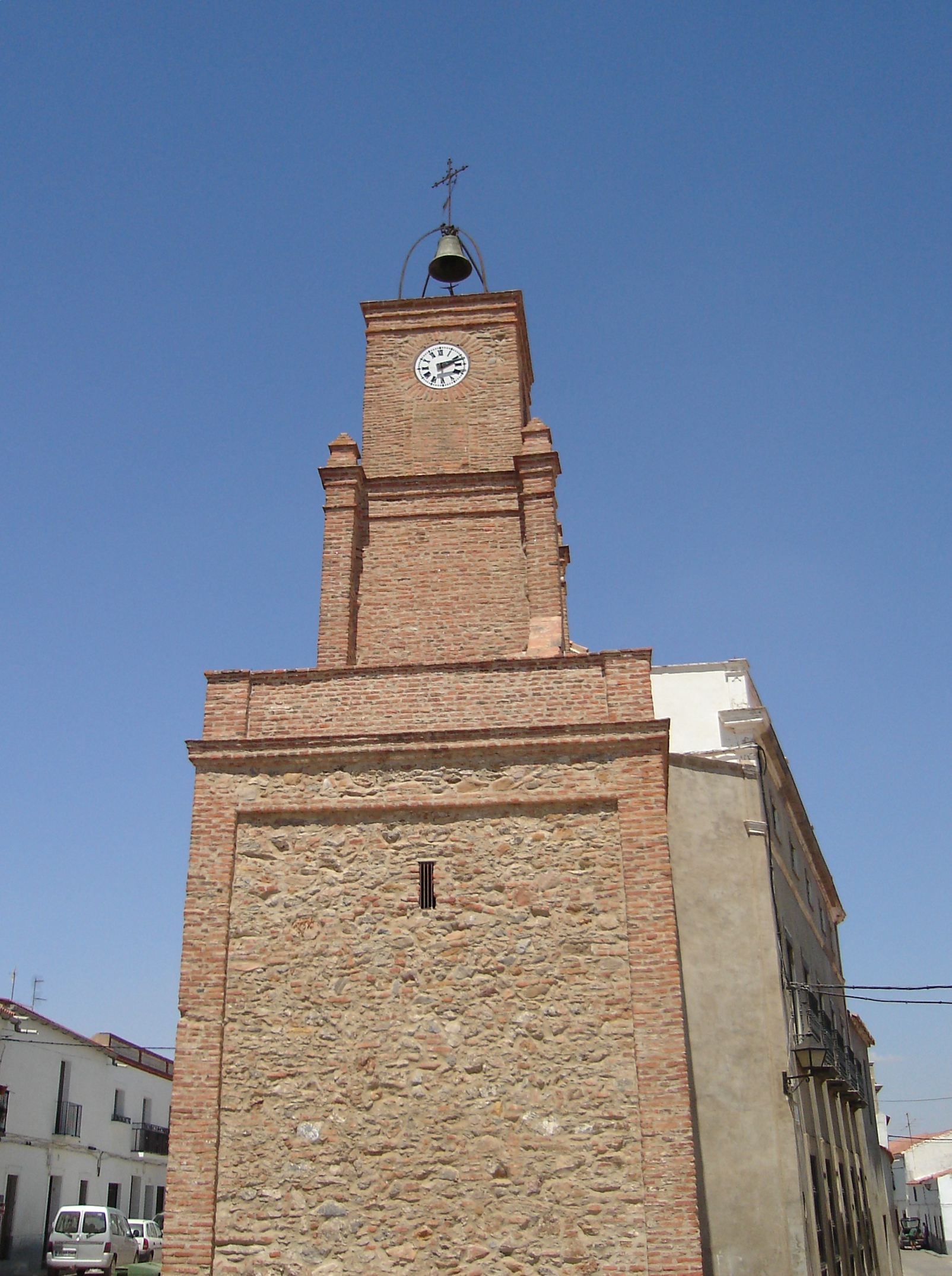
Torre del Reloj

- Castillo de Villagarcía de la Torre
- Iglesia parroquial católica bajo la advocación de Nuestra Señora de Araceli, en la archidiócesis de Mérida-Badajoz.[7]
- Convento de monjes descalzos de la Merced

## Fiestas de interés
Entre las fiestas de interés de esta villa destacan sobremanera:
- San Juan (23 de junio); gran verbena en nombre del patrón.
- Akelarre (1.ª semana de agosto); enmarcada en los actos de la Semana Cultural, consta de varias representaciones teatrales y una rúa en las que se representa el espíritu pagano que corría por estas tierras en la antigüedad. Villagarcía era lugar de reunión y asilo a numerosos brujos, hechiceros, magos,...De aquí que a los Garceños se les apode "Brujos". Esta fiesta está a una edición más de convertirse en Patrimonio Artístico Nacional.
- Santísima Virgen de los Dolores (3.er fin de semana de septiembre); gran verbena y procesiones en honor a nuestra patrona.
- Carnavales y entierro de la sardina.
- Procesiones de Semana Santa.
- Villaembrujada Festival. Festival de música[8] que se celebra el primer fin de semana de diciembre.[9]

## Personas destacadas
- Garcí Fernández de Villagarcía (m. 1387) maestre de la Orden de Santiago entre 1385 y 1387. Leal servidor de Enrique II de Castilla y de su hijo Juan I durante las guerras de Portugal. Primer señor de Villagarcía.
- García Hernández de Villagarcía (m. después de 1410) comendador mayor de León de la Orden de Santiago en 1396 y de Castilla en 1401. Segundo señor de Villagarcía.
- Juan de la Torre y Díaz Chacón, (antes de 1500-1590?) conquistador de Santo Domingo, Puerto Rico y Perú, fundador y primer alcalde de Arequipa, componente de los Trece de la Fama que acompañaron a Pizarro en la conquista del Imperio Inca.

- Juan Martínez Guijarro, Cardenal Silíceo (1477-1557) insigne Arzobispo de Toledo, preceptor de Felipe II, obispo de Cartagena, cardenal, catedrático, matemático y lógico español.
- Arturo Gazul de Uclés, (1855-1895) médico y exuberante poeta, cofundador de la Real Academia de Ciencias y Letras.
- Eduardo Acosta Palop, (1905-1991) pintor, director de la escuela de artes y oficios de Sevilla, Gran Cruz de la Orden de Alfonso X el Sabio
- Cristóbal Pera Blanco-Morales (1927- ) Médico y escritor. Decano de la Facultad de Medicina de la Universidad de Barcelona, presidente de la Societat Catalana de Cirurgía y del Comité Consultivo para la Formación de los Médicos de la UE. Miembro de la Orden Civil de Sanidad y académico de honor de la Real Academia de Medicina de Sevilla.
- José Rodríguez Chaves, (1946-2016) novelista, poeta y ensayista de obra narrativa considerable, tanto cualitativa como cuantitativamente. Colaborador en diversas revistas y periódicos.